# Knute Rockne, All American
Pour plus de détails, voir Fiche technique et Distribution.
Knute Rockne, All American est un film américain réalisé par Lloyd Bacon, sorti en 1940.
Knute Rockne, All American a été sélectionné en 1997 par le National Film Registry pour être conservé à la Bibliothèque du Congrès aux États-Unis pour son « importance culturelle, historique ou esthétique.

## Synopsis
La biographie du footballeur américain Knute Rockne.

## Fiche technique
- Titre : Knute Rockne, All American
- Réalisation : Lloyd Bacon
- Scénario : Robert Buckner et Mrs. Knute Rockne
- Production : Hal B. Wallis
- Musique : Heinz Roemheld
- Photographie : Tony Gaudio
- Direction artistique : Robert Haas
- Costumes féminins : Milo Anderson
- Montage : Ralph Dawson
- Pays d'origine : États-Unis
- Format : Noir et blanc - 1,37:1 - Mono
- Genre : Biographie, drame
- Date de sortie : 1940

## Distribution
- Pat O'Brien : Knute Rockne
- Gale Page : Bonnie Skiles Rockne
- Ronald Reagan : George Gipp
- Donald Crisp : Père John Callahan, C.S.C
- Albert Bassermann : Père Julius Nieuwland
- John Litel : Président du comité
- Henry O'Neill : Docteur
- Owen Davis Jr. : Gus Dorais
- John Qualen : Lars Knutson Rockne
- Dorothy Tree : Martha Rockne
- Dudley Dickerson (non crédité) : un porteur
- Johnny Sheffield : Knute Rockne à 7 ans